# Municipio de High Ridge
El municipio de High Ridge (en inglés: High Ridge Township) es un municipio ubicado en el condado de Jefferson en el estado estadounidense de Misuri. En el año 2010 tenía una población de 18856 habitantes y una densidad poblacional de 196,88 personas por km².

## Geografía
El municipio de High Ridge se encuentra ubicado en las coordenadas 38°26′3″N 90°33′48″O / 38.43417, -90.56333. Según la Oficina del Censo de los Estados Unidos, el municipio tiene una superficie total de 95.77 km², de la cual 95 km² corresponden a tierra firme y (0.8%) 0.77 km² es agua.

## Demografía
Según el censo de 2010, había 18856 personas residiendo en el municipio de High Ridge. La densidad de población era de 196,88 hab./km². De los 18856 habitantes, el municipio de High Ridge estaba compuesto por el 96.94% blancos, el 0.37% eran afroamericanos, el 0.38% eran amerindios, el 0.74% eran asiáticos, el 0.04% eran isleños del Pacífico, el 0.41% eran de otras razas y el 1.13% pertenecían a dos o más razas. Del total de la población el 1.53% eran hispanos o latinos de cualquier raza.